# Leão Querosfactes
Leão Querosfactes (em grego: Λέων Χοιροσφάκτης; romaniz.: Léon Choirosphaktes) , também conhecido como Leão Magistro ou Leão Mestre, foi um oficial bizantino que ascendeu a um alto cargo sob o imperador Basílio I, o Macedônio (r. 867–886) e serviu como um enviado sob o imperador Leão VI, o Sábio (r. 886–912) para a Bulgária e o Califado Abássida.
Adquiriu novos ofícios sob Leão VI, mas caiu em desgraça após a morte de seu irmão e sucessor, Alexandre, por seu envolvimento na tentativa de golpe do general Constantino Ducas. Ele também era um estudioso bem-educado e proeminente escritor, tendo inúmeras obras atribuídas a ele. Grande parte de seus escritos e correspondência sobreviveram.

## Biografia

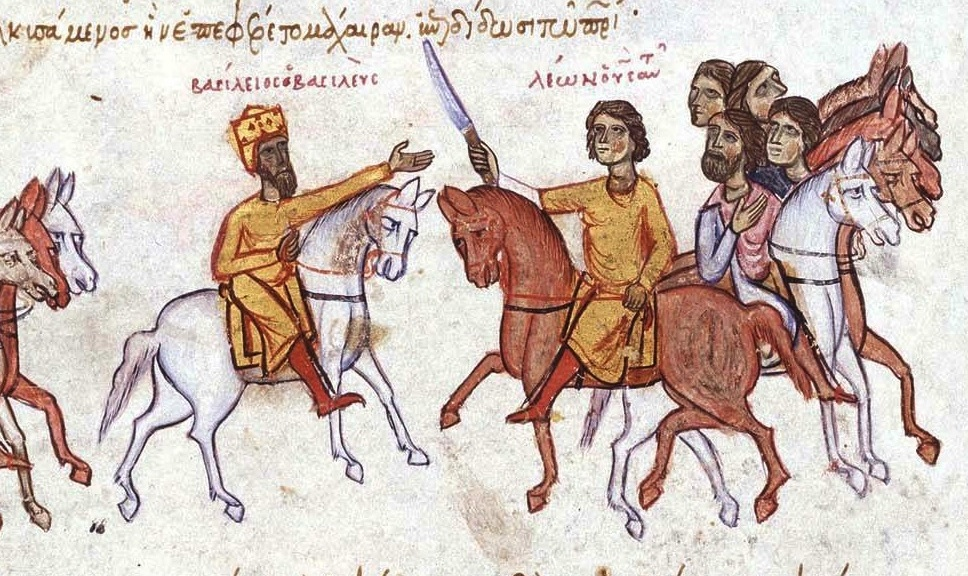
Basílio I (esquerda) e seu filho Leão VI (direita). Do Escilitzes de Madri

A data do nascimento de Querosfactes é incerta; Jorge Kolias a colocou entre 845 e 850, enquanto Hans Georg Beck c. 824. Paul Magdalino, contudo, rejeita o nascimento dos nos 820, por Querosfactes ainda estar vido em 913 e provavelmente ter morrido após 920. Sua família veio do Peloponeso e foi bem estabelecida em círculos aristocráticos. Através de sua esposa, ele parece ter sido parente de Zoé Carbonopsina, amante do imperador Leão VI após cerca de 903 e eventualmente quarta esposa, e ele próprio casou-se com uma senhora relacionada com a família imperial bizantina, com quem teve duas filhas.
Nada se sabe de sua infância antes de cerca de 865, quando dedicou uma grande obra teológica, a Teologia em mil linhas (em grego: Χιλιόστιχος Θεολογία) para o imperador Miguel III, o Ébrio (r. 842–867). Sob o sucessor de Miguel, Basílio I, o Macedônio, Querosfactes ascendeu a altos ofícios do Estado, sendo nomeado místico (o primeiro a ostentar o posto) e caníclio, ambas posições confidenciais em estreita proximidade com o imperador bizantino.
Querosfactes continuou a ser favorecido pelo sucessor de Basílio, Leão VI, que concedeu-lhe as altas dignidades de antípato, magistro e patrício por 896. Em 895-896, o imperador enviou Querosfactes em uma série de embaixadas ao cã búlgaro Simeão I (r. 893–927) para concluir a guerra em curso. Sua correspondência diplomática que chegou até à atualidade é uma fonte valiosa para estes eventos.

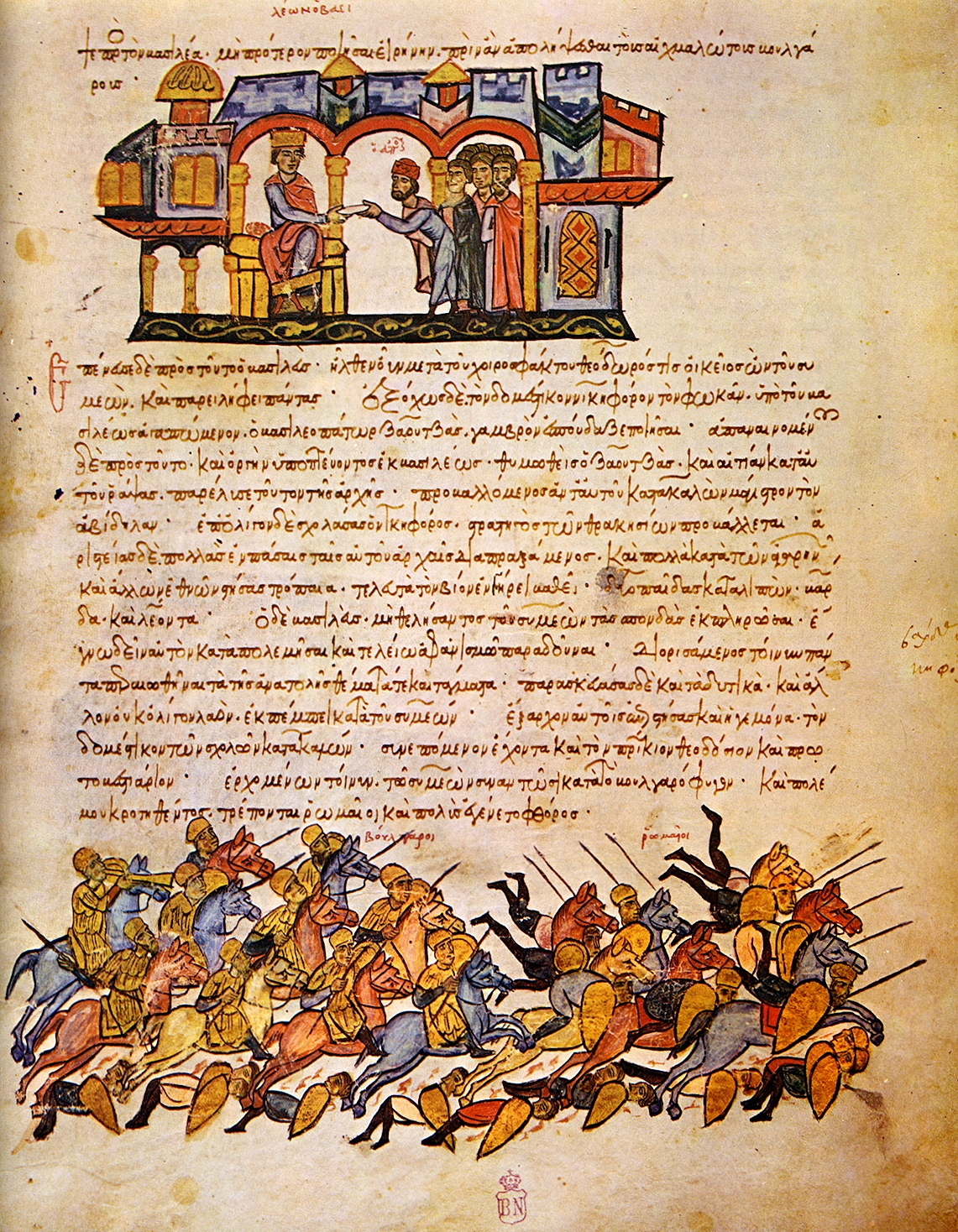
Os búlgaros derrotando os bizantinos em Bulgarófigo em 896. Do Escilitzes de Madri.

Os búlgaros tinham sido duramente pressionados devido aos ataques vitoriosos dos magiares, aliados bizantinos, que tinham entregue seus muitos prisioneiros aos bizantinos. Confiante em um acordo favorável, Leão havia dispensado as forças bizantinas. Aliviado da pressão nas duas frentes, Simeão imediatamente prendeu Querosfactes e realizou negociações com ele em sua cela. Enquanto isso Simeão com ajuda de seus aliados, os pechenegues, atacou os magiares e saiu vitorioso. Após a derrota dos magiares, o cã emitiu um ultimato exigindo a libertação de todos os prisioneiros búlgaros como condição de paz. Como o imperador Leão estava sendo pressionado pelos árabes no Oriente, sua exigência foi aceita: Querosfactes retornou para Constantinopla com um enviado búlgaro chamado Teodoro, e os prisioneiros foram libertados. Contudo, logo as hostilidades recomeçaram, e depois dos bizantinos sofrerem uma severa derrota na Batalha de Bulgarófigo, Querosfactes foi enviado novamente a Simeão. Ele conseguiu negociar um tratado (896 ou 897), que libertou um grande número de prisioneiros bizantinos (Querosfactes fala em suas cartas de 12 000, sendo certamente um exagero), e assegurou a paz em troca da restauração dos privilégios comerciais da Bulgária, pagamento de um tributo anual pelos bizantinos a Simeão, e algumas concessões fronteiriças.
Esta paz iria durar até 913, com a exceção de um breve momento em 904, quando, na sequência de uma série de contratempos bizantinos nas mãos dos árabes, principalmente o saque de Tessalônica, a segunda cidade do império, Simeão decidiu pressionar sua vantagem: ele apareceu com seu exército em frente a Tessalônica, e exigiu concessões em troca de não ocupar a cidade indefesa. Querosfactes novamente foi o embaixador bizantino. Simeão garantiu muitos territórios na Macedônia e Trácia, embora Querosfactes também tenha conseguido recuperar um cinturão de cerca de 30 fortalezas em torno do reduto bizantino de Dirráquio no Adriático (embora o bizantinista Shaun Tougher considere este último o resultado de uma missão separada em cerca de 902-903).
Em 905-906, o imperador Leão enviou Querosfactes como enviado para os emires de Tarso e Melitene, bem como para a corte do Califado Abássida em Bagdá, na esperança de conseguir um tratado de paz, mas também para reunir doações de economia dos patriarcas orientais para o quarto casamento do imperador, normalmente proibido pelo direito canônico. Brevemente após seu retorno, circa 907, Querosfactes caiu em desgraça e foi exilado para um local chamado Petra, possivelmente devido a algum envolvimento na revolta de Andrônico Ducas. Durante este período de desgraça, enviou repetidas cartas para o imperador solicitando seu aporte. Além disso ele foi alvo de um ataque do bispo Aretas de Cesareia através de uma carta onde é acusado de ser um "Heleno" (um termo idêntico a "pagão"). Acabaria por ser perdoado e reabilitado pelo próprio imperador Leão ou por seu irmão e sucessor, Alexandre (r. 912–913). Retornou para Constantinopla após a morte de Alexandre, durante a conspiração e golpe fracassado do general Constantino Ducas. Por ser associado com um dos apoiantes do golpe, a seguir à sua supressão Querosfactes procurou refúgio em Santa Sofia, mas foi capturado, tonsurado e confinado no Mosteiro de Estúdio onde morreu pouco depois de 919.

## Escritos e ideias
Juntamente com suas cartas, Querosfactes também compôs trabalhos teológicos, hinos e epigramas. A atribuição de alguns trabalhos, contudo, é disputada. Entre eles estão muitos poemas anacreônticos comemorativos: dois sobre um dos casamentos (provavelmente o segundo) do imperador Leão VI, um sobre novas termas palacianas construídas por Leão VI, um sobre o casamento do imperador Constantino VII com Helena Lecapena em 920, e poemas sobre a morte de figuras proeminentes de seu tempo como Leão, o Matemático e os patriarcas Fócio e Estêvão  I. Ao longo de suas obras, Querosfactes elogia as qualidades intelectuais dos seus heróis, especialmente o imperador Leão, traçando paralelos entre o reinado absoluto de Deus e a autocracia imperial bizantina, e notadamente marginaliza o papel da Igreja, promovendo ainda elementos da rejeitada iconoclastia. Paul Magdalino argumentou que ele estava defendendo uma "ideologia, de fato teológica de governo", quando todos os poderes estão concentrados nas mãos de uma "pequena elite secular de filósofos da corte", em violação direta ao modelo vigente de inter-relação entre a Igreja e o Estado.